# Саранская епархия
Сара́нская епа́рхия — епархия Русской православной церкви, объединяющая приходы и монастыри в границах Инсарского, Ичалковского, Кадошкинского, Ковылкинского, Кочкуровского, Лямбирского, Рузаевского и Ромодановского районов Мордовии. Входит в состав Мордовской митрополии.
Епархиальный центр — Саранск. Правящий архиерей — митрополит Зиновий (Корзинкин).

## История
В XIV—XV веках территория нынешней епархии входила в состав Сарской епархии, затем в Крутицкую, а с 1593 года Понизовье, в том числе междуречье Суры и Мокши, вошли в состав Патриаршей, позднее Синодальной области.
Первые православные приходы появились в Темникове, основанном в 1536 году, и в русском селе Старый Город, существовавшем ещё в XV веке. Первый точно датированный храм был возведен в 1591 году в Пурдошевском Рождество-Богородичном монастыре.
В 1799 году была создана Пензенская епархия, в состав которой были включены все города современной Мордовии, кроме Темникова, который остался в Тамбовской епархии, и Ардатова, относившегося к Нижегородской епархии.
29 января 1991 года решением Патриарха Алексия II и Священного Синода Русской Православной Церкви от была создана Саранская и Мордовская епархия путём выделения из состава Пензенской епархии в границах Мордовской ССР. На тот момент в Мордовии было 46 приходов, 41 священник, и ни одного монастыря.
8 февраля 2001 года в городе Саранске прошли торжества, посвященные 10-летию со дня образования Саранской и Мордовской Епархии и 10-летию архиерейской хиротонии Преосвященнейшего Варсонофия, епископа Саранского и Мордовского.
Кафедральным собором с 1991 года была церковь Иоанна Богослова. 6 августа 2006 года был освящён вновь построенный кафедральный собор во имя святого Феодора Ушакова. Резиденция митрополита Саранского и Мордовского находится в Макаровском Иоанно-Богословском монастыре в 5 км восточнее Саранска.
30 мая 2011 года по прошению митрополита Варсонофия, в целях «активизации миссионерской, благотворительной, молодёжной, катехизаторской и педагогической деятельности в благочиниях и на приходах Русской Православной Церкви, а также епархиального храмостроительства», на территории Республики Мордовия образованы две новые епархии: Краснослободская и Ардатовская. 6 октября 2011 года Саранская, Ардатовская и Краснослободская епархии включены в состав новообразованной Мордовской митрополии.

## Епископы
Саранское викариатство Пензенской епархии
- октябрь 1923 — июль 1924 — Назарий (Блинов)
- 28 августа 1924 — 25 июля 1925 — Серафим (Юшков)
- 1926 — 7 сентября 1927 — Кирилл (Соколов)
- 5 февраля 1929 — сентябрь 1936 — Филипп (Перов)
- 20 декабря 1936 — 1 сентября 1937 — Ефрем (Ефремов)

Самостоятельная епархия
- 8 февраля 1991 — 19 марта 2014 — Варсонофий (Судаков)
- с 19 марта 2014 — Зиновий (Корзинкин)

## Благочиния
Епархия разделена на 15 церковных округов (по состоянию на октябрь 2022 года):
в Саранске
- Восточное благочиние — игумен Мелетий (Кисняшкин)
- Северо-Западное благочиние — иерей Виталий Шибанов
- Центральное благочиние — протоиерей Алексий Селезнев
- Юго-Западное благочиние — протоиерей Иоанн Просвирнин
- Южное благочиние — иеромонах Даниил (Пьянзин)

в районах
- Инсарское благочиние — протоиерей Сергий Лошаков
- Ичалковское благочиние — протоиерей Иоанн Просвирнин
- Кадошкинское благочиние — протоиерей Павел Назин
- 1-е Ковылкинское благочиние — протоиерей Вячеслав Цывкин
- 2-е Ковылкинское благочиние — протоиерей Алексей Покалеев
- Кочкуровское благочиние — протоиерей Геннадий Охотников
- Лямбирское благочиние — протоиерей Олег Копылов
- Ромодановское благочиние — протоиерей Владимир Кугушев
- 1-е Рузаевское благочиние — протоиерей Геннадий Позоров
- 2-е Рузаевское благочиние — протоиерей Григорий Черепанов

## Монастыри
Мужские
- Макаровский Иоанно-Богословский монастырь в селе Макаровка городского округа Саранск
- Спасо-Троицкий Чуфаровский монастырь в селе Большое Чуфарово Ромодановского района
- Кимляйский Александро-Невский монастырь в селе Кимляй Ковылкинского района

Женские
- Параскево-Вознесенский монастырь в селе Пайгарма Рузаевского района
- Куриловский Тихвинский монастырь в селе Курилово Ромодановского района
- Инсарский Ольгинский монастырь в Инсаре

Исторические на территории нынешней епархии
- Знаменский женский монастырь в селе Ключищи в селе Яковщина Рузаевского района
- Саранский Ильинско-Богоявленский монастырь мужской (1665—1775)
- Саранский Петро-Павловский (Ильинский) монастырь (1775—1928)
- Саранский Петровский мужской монастырь (упразднён в 1775 году)
- Саранский Казанско-Богородицкий мужской монастырь (упразднён)
- Саранский Казанско-Богородицкий женский монастырь (1660—1764)